# I Still Have Faith in You
I Still Have Faith In You (с англ. — «Я всё ещё верю в тебя») — песня шведской группы ABBA, вышедшая 2 сентября 2021 года в качестве двойного сингла (с «Don’t Shut Me Down» «на второй» стороне). Трек с девятого студийного альбома и первого за 40 лет Voyage.

## Предыстория
В 2018 году было объявлено, что песня была записана в июне 2017 года как одна из двух новых песен.
После его выпуска стало известно, что часть мелодии была основана на инструментальной композиции Бенни Андерссона 2015 года Kyssen (The Kiss) из шведского кинофильма «The Circle».
26 августа было объявлено о проекте «ABBA Voyage», и указана дата: 02.09.2021. 31 августа на официальном канале группы появилась трансляция, запланированная на 17:45 по лондонскому времени, 2 сентября 2021 года. Позже, на этой трансляции и была представлена песня и клип.

## Музыкальное видео
В музыкальном видео есть различные фрагменты архивных кадров с гастролей, отрывков из музыкальных клипов, встреч и приветствий. В нём также впервые появились «ABBAtars» — цифровые аватары четырёх членов ABBA, выглядящих так, как они выглядели в 1970-х годах.
Музыкальное видео набрало 4,4 миллиона просмотров за первые 24 часа после его выпуска, что позволило ему войти в тройку лидеров рейтинга YouTube в 12 странах, включая Великобританию.

## Чарты
| Чарт (2021)                                | Высшая позиция |
| ------------------------------------------ | -------------- |
| Австралия (ARIA)                           | 39             |
| Австрия (Ö3 Austria Top 40)                | 19             |
| Бельгия/Фландрия (Ultratop 50)             | 24             |
| Хорватия (ARC 100)                         | 17             |
| Дания (Tracklisten)                        | 17             |
| Европа (Billboard Euro Digital Song Sales) | 2              |
| Финляндия (Suomen virallinen lista)        | 7              |
| Германия (GfK)                             | 3              |
| Мир (Billboard Global 200)                 | 62             |
| Венгрия (Single Top 40)                    | 11             |
| Исландия (Plötutíðindi)                    | 38             |
| Ирландия (IRMA)                            | 18             |
| Нидерланды (Single Top 100)                | 21             |
| Новая Зеландия (RMNZ)                      | 6              |
| Норвегия (VG-lista)                        | 13             |
| Швеция (Sverigetopplistan)                 | 2              |
| Швейцария (Schweizer Hitparade)            | 6              |
| Великобритания (OCC UK Singles)            | 14             |